# Врховна команда Вермахта
Врховна команда Вермахта (њем. Oberkommando der Wehrmacht, OKW) је била орган централне војне управе у Трећем рајху. Постојала је у периоду 1938—1945. године, а замијенила је Министарство рата (њем. Reichskriegsministerium).

## Оснивање
Врховна команда Вермахта је формирана 4. фебруара 1938. године након укидања Министарства рата (њем. Reichskriegsministerium). Ова реформа је извршена јер је фирер и канцелар Адолф Хитлер желио да лично командује цјелокупном оружаном силом и тако је заправо формирао свој сопствени штаб.
Умјесто Општег одјељења (њем. Wehrmachtamtes) при Министарству рата успостављена је Врховна команда Вермахта, а њен начелник је добио положај раван министрима Трећег рајха. Истовремено, Врховна команда Вермахта преузела је и надлежности цјелокупног Министарства рата. Начелник је све дужности вршио у име канцелара Адолфа Хитлера и по његовим упутствима.
Начелник Врховне команде је био генерал-фелдмаршал Вилхелм Кајтел, који је упркос бројним неслагањима с Хитлером, на том положају остао све до краја постојања Врховне команде (до маја 1945).

## Састав
Врховна команда је формално руководила и остваривала координацију између врховних команди видова Вермахта:
Врховна команда копнене војске (њем. Oberkommando des Heeres, OKH)
Врховна команда ратног ваздухопловства (њем. Oberkommando der Luftwaffe, OKL)
Врховна команда морнарице (њем. Oberkommando der Marine, OKM)
Врховна команда је фактички имала ограничени утицај на врховне команде видова Вермахта, што је очигледно постало децембра 1941. године када је након неуспјелог напада на Москву генерал Валтер фон Браухич смијењен с дужности начелника Врховне команде копнене војске, а ту дужност је лично преузео Адолф Хитлер, фирер и врховни главнокомандујући оружаних снага Трећег рајха.
У саставу Врховне команде Вермахта су се налазиле четири управе:
- Оперативни штаб (њем. Wehrmacht-Führungsamt) — Алфред Јодл
- Обавјештајна и контраобавјештајна служба (њем. Amt Ausland/Abwehr) — Вилхелм Канарис
- Служба одбрамбене економије и наоружања (њем. Wirtschafts und Rüstungsamt)
- Служба општих послова (њем. Amtsgruppe Allgemeine Wehrmachtangelegenheiten)

## Осуде
Након завршетка Другог свјетског рата Врховна команда Вермахта и њени руководиоци су постали предмет поступања у Нирнбершком процесу. Након завршетка процеса, начелник Врховне команде Вилхелм Кајтел и начелник Оперативног штаба Врховне команде Алфред Јодл били су проглашени за ратне злочинце и осуђени на смрт вјешањем.